# La Tremblade

La Tremblade und Ronce-les-Bains im von den Gezeiten des Atlantik beeinflussten Mündungsbereich der Seudre

La Tremblade ist eine südwestfranzösische Gemeinde mit 4543 Einwohnern (Stand 1. Januar 2022) im Département Charente-Maritime in der Region Nouvelle-Aquitaine. Zum Gemeindegebiet gehört auch der Badeort Ronce-les-Bains.

## Lage
La Tremblade liegt nahe der Nordspitze der Halbinsel Arvert im Mündungsbereich der Seudre in der alten Kulturlandschaft der Saintonge etwa 51 Kilometer (Fahrtstrecke) westlich von Saintes bzw. etwa 23 Kilometer nördlich von Royan.

## Bevölkerungsentwicklung
| Jahr      | 1968 | 1975 | 1982 | 1990 | 1999 | 2007 | 2016 |
| Einwohner | 4685 | 4925 | 5148 | 4686 | 4623 | 4474 | 4489 |

La Tremblade verzeichnete im 19. und 20. Jahrhundert einen beständigen Bevölkerungszuwachs: Bei der ersten Volkszählung im Jahr 1793 waren es etwa 2500 Einwohner; im Jahr 1901 etwa 3600 Einwohner.

## Wirtschaft
Etwa 80 % des flächenmäßig großen Gemeindegebietes sind bewaldet (Forêt de la Coubre) und so spielen Forstwirtschaft und Fischfang seit Jahrhunderten die wichtigste Rolle im Wirtschaftsleben des Ortes; seit der Mitte des 20. Jahrhunderts werden im Mündungsbereich der Seudre, der von den Gezeiten des Atlantik beeinflusst wird und somit von Meerwasser durchsetzt ist, Austern gezüchtet. Seit den 1980er Jahren ist verstärkt der Tourismus (Bade- und Erholungstourismus, Vermietung von Ferienwohnungen) als Einnahmequelle hinzugekommen.

## Geschichte
Die Geschichte von La Tremblade reicht weit zurück: Auf dem Gemeindegebiet wurden altsteinzeitliche Funde aus Silexmaterial und jungsteinzeitliche Keramikscherben entdeckt, die im Rathaus der Gemeinden gezeigt werden. Kelten und Römer hinterließen jedoch keine Spuren und so beginnt die eigentliche Geschichte des Ortes im Mittelalter: Im Jahre 1189 stiftete der Grundherr (seigneur) von Mornac dem Grammontenser-Orden Ländereien, die bald darauf von fünf Mönchen zu einem kleinen Priorat (Notre-Dame de La Garde) ausgebaut wurden. Bald darauf entstand in der Nähe eine weitere klösterliche Gemeinschaft (Notre-Dame de La Couronne) und auch die Cluniazenser hatten eine Niederlassung auf der Halbinsel, die jedoch bereits im ausgehenden Mittelalter vom Sand der Dünen und von Unwettern zerstört wurde. Im 16. Jahrhundert gewann der Protestantismus im Südwesten Frankreichs mehr und mehr an Boden, was letztlich in den Hugenottenkriegen (1562–1598) mündete. Nach der Aufhebung des Edikts von Nantes unter Ludwig XIV. im Jahre 1685 entschlossen sich viele Protestanten zur Auswanderung nach Neu-Frankreich, d. h. vor allem in die heute kanadische Provinz Québec. In dieser Zeit war La Tremblade ein wichtiger Hafen für die Auswandererschiffe, die auf ihrer Rückreise von reichen Fischgründen bei Neufundland berichteten. Nach der Gründung des Hafens von Rochefort im Jahre 1666 unter dem Finanzminister Ludwigs XIV., Jean-Baptiste Colbert, sank die Bedeutung von La Tremblade auf den Rang eines Fischerdorfs. Im Jahre 1758 verlegte Jean-Charles de La Ferté, marquis de Saint-Nectaire, der ein Jahr zuvor von Ludwig XV. zum Maréchal de France ernannt worden war und in der Folge die Baronien von Arvert und Saujon erworben hatte, den Sitz seiner Grundherrschaft nach La Tremblade.
Zu Beginn der Französischen Revolution hatte der Ort etwa 2000 Einwohner. Im 19. Jahrhundert erlebte der Ort eine wirtschaftliche Blütezeit: Nach 1860 entstand der Badeort Ronce-les-Bains und im Jahr 1876 war La Tremblade der fünftgrößte Hafen Frankreichs – auch von hier aus wurden Getreide und Wein bzw. Cognac in den Norden Frankreichs bzw. Europas verschifft. Während des Zweiten Weltkrieges war die gesamte Atlantikküste Frankreichs von den Deutschen besetzt, die La Tremblade bei ihrem Abzug in Brand setzten.

## Sehenswürdigkeiten
Siehe auch: Liste der Monuments historiques in La Tremblade
- Die Pfarrkirche Sacré-Cœur ist ein dreischiffiger neogotischer Bau mit sechs Jochen und einem anschließenden Querhaus aus den Jahren 1880–1894. Sie wurde an der Stelle einer baufällig gewordenen protestantischen Kirche (temple) errichtet, die jedoch bereits seit längerem dem katholischen Kult diente. Der imposante rippengewölbte Kirchenbau beinhaltet noch im Wesentlichen seine Ausstattung (Glasfenster, Mobiliar) im historistischen Stil des ausgehenden 19. Jahrhunderts. Der schlanke Westturm überragt den Bau; sein steinerner Spitzhelm wurde im Unwetter des Jahres 1999 schwer beschädigt, jedoch schon bald darauf erneuert. Oberhalb des Portals findet sich eine Nische mit einer Herz-Jesu-Figur und dem Christuswort ‚Venite ad Me omnes‘ (Mt 11,28 EU).
- Die protestantische Kirche (temple) ist ein Bau im Stil des Klassizismus, der an der Stelle eines Vorgängerbaus aus dem Jahre 1610 errichtet und am 24. August 1823 eingeweiht wurde – dem Jahrestag der Pariser Bartholomäusnacht des Jahres 1572. Im ausgehenden 18. Jahrhundert verfolgte der Marschall de Sénecterre eine liberale Religionspolitik und so wurde in La Tremblade den Protestanten ein Haus zur Ausübung ihres Glaubens überlassen, der zur damaligen Zeit immer noch nicht öffentlich praktiziert werden durfte.
- Der 64 Meter hohe Leuchtturm von La Coubre (Phare de La Coubre) steht in den von Sand und Wind des Atlantischen Ozeans geschaffenen Dünen und ist umgeben von den See-Kiefernwäldern an der Spitze der Halbinsel Arvert. Er stammt aus dem Jahr 1895 und ersetzte zwei deutlich kleinere Vorgängerbauten. Sein Leuchtfeuer ist bei klarem Wetter noch aus 80 Kilometer Entfernung zu sehen.
- Die Markthalle (halle) stammt aus dem Jahr 1864. Die durchfensterten Außenwände sind aus Haustein mit Ziegelsteinfüllungen; lediglich die Dachkonstruktion ist aus Eisen. Märkte finden täglich statt, wobei Fische und Austern die zentrale Rolle spielen.

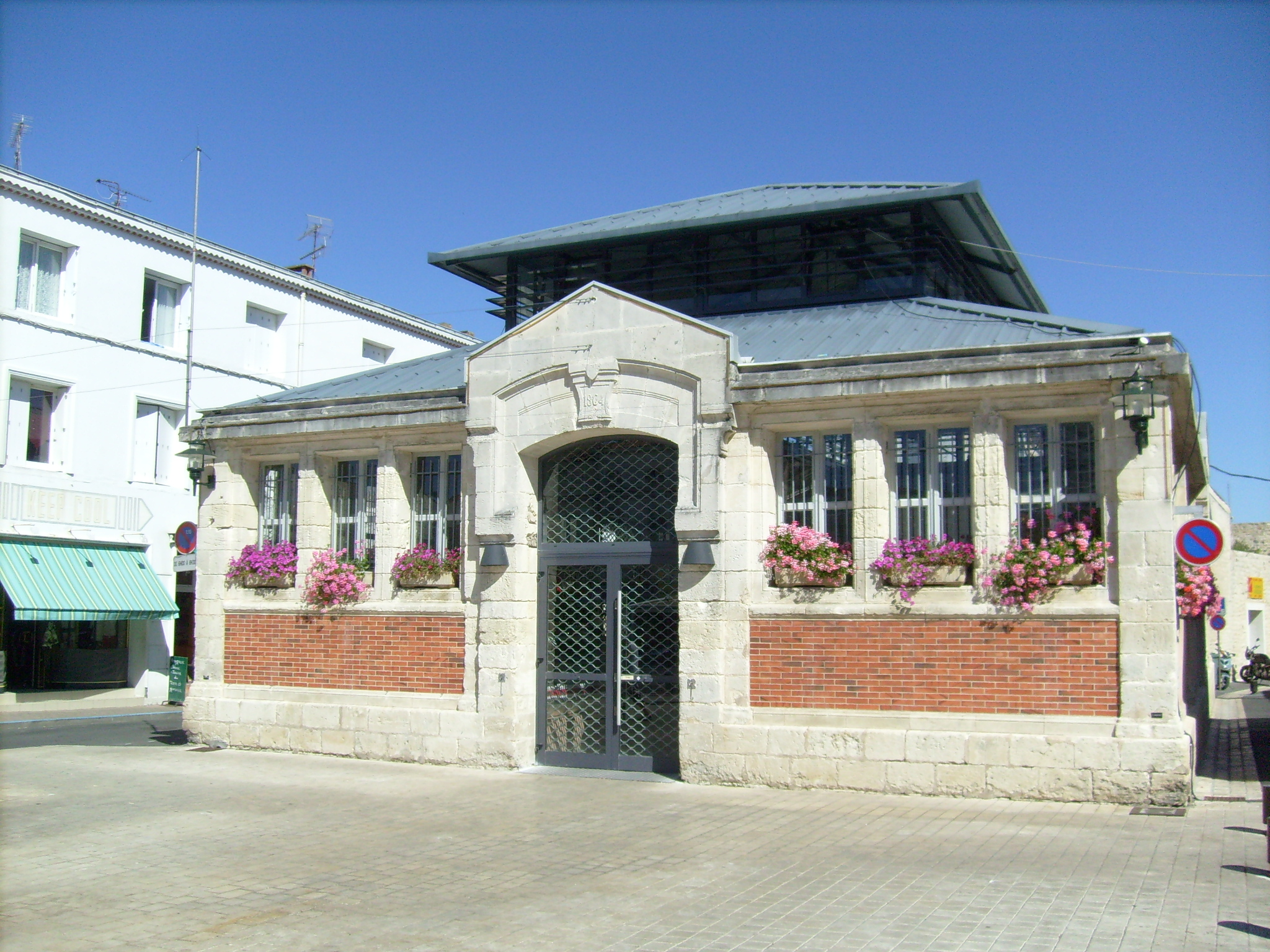
Markthalle von La Tremblade
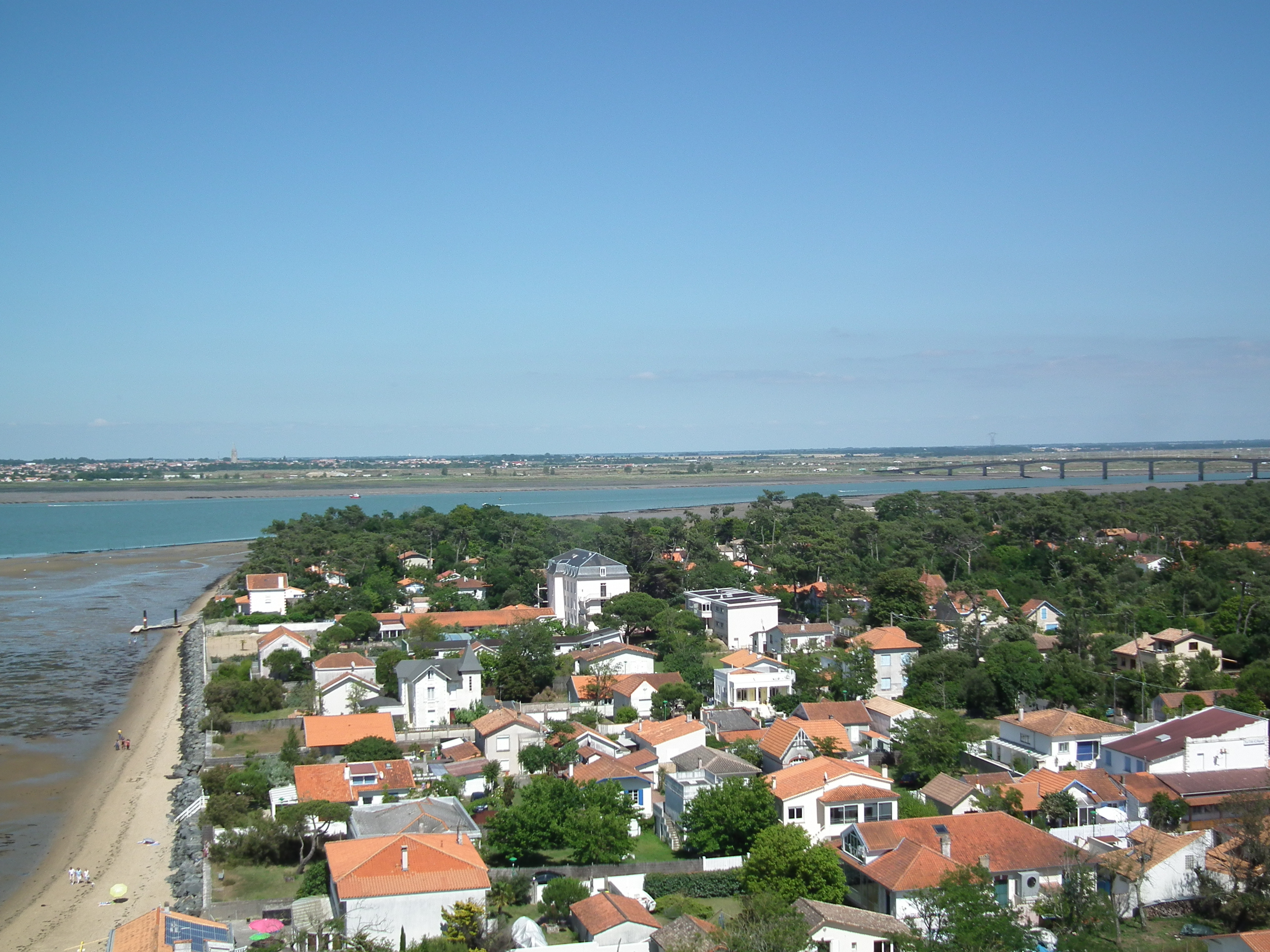
Blick über den Ortsteil Ronce-les-Bains
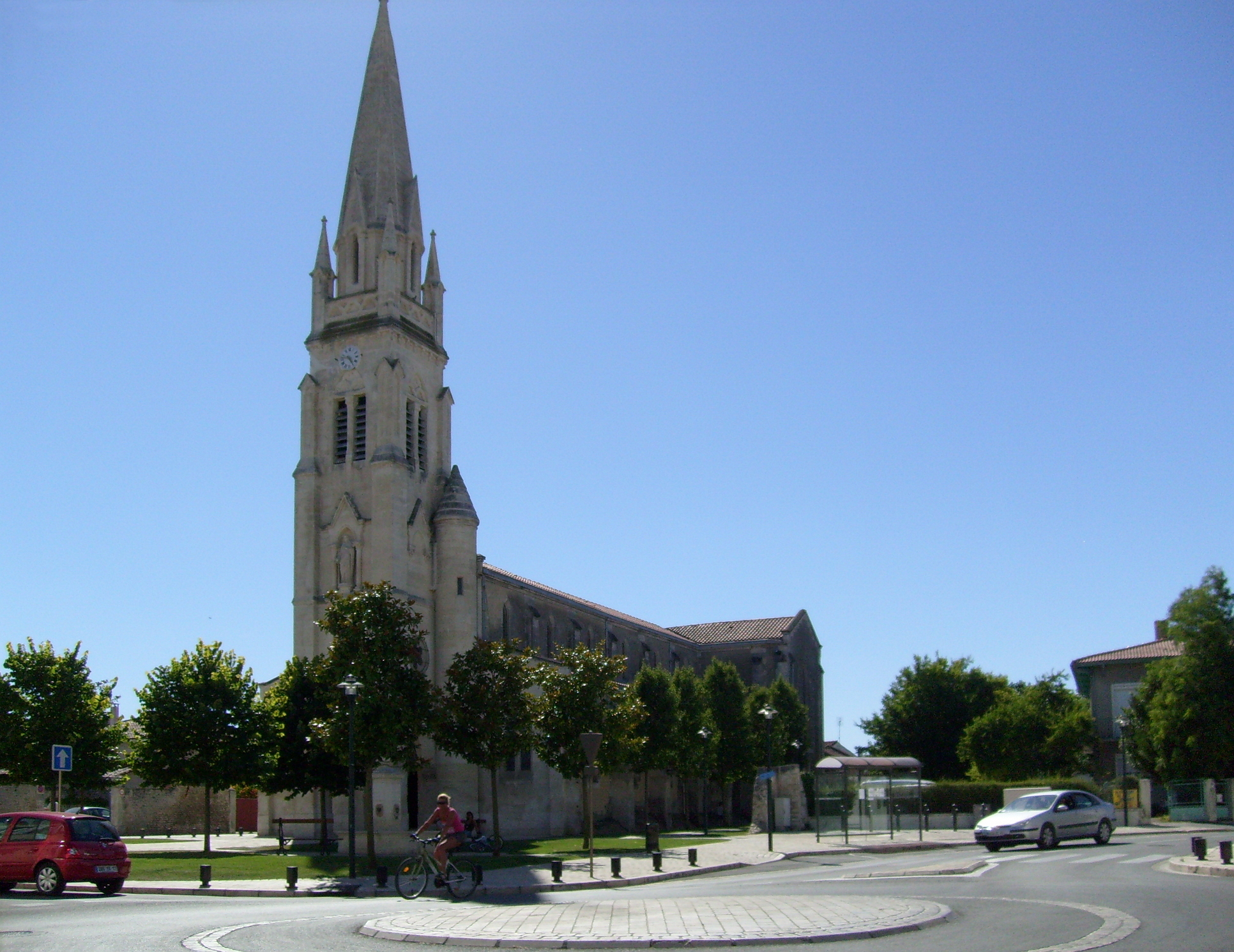
Kirche Sacré-Cœur
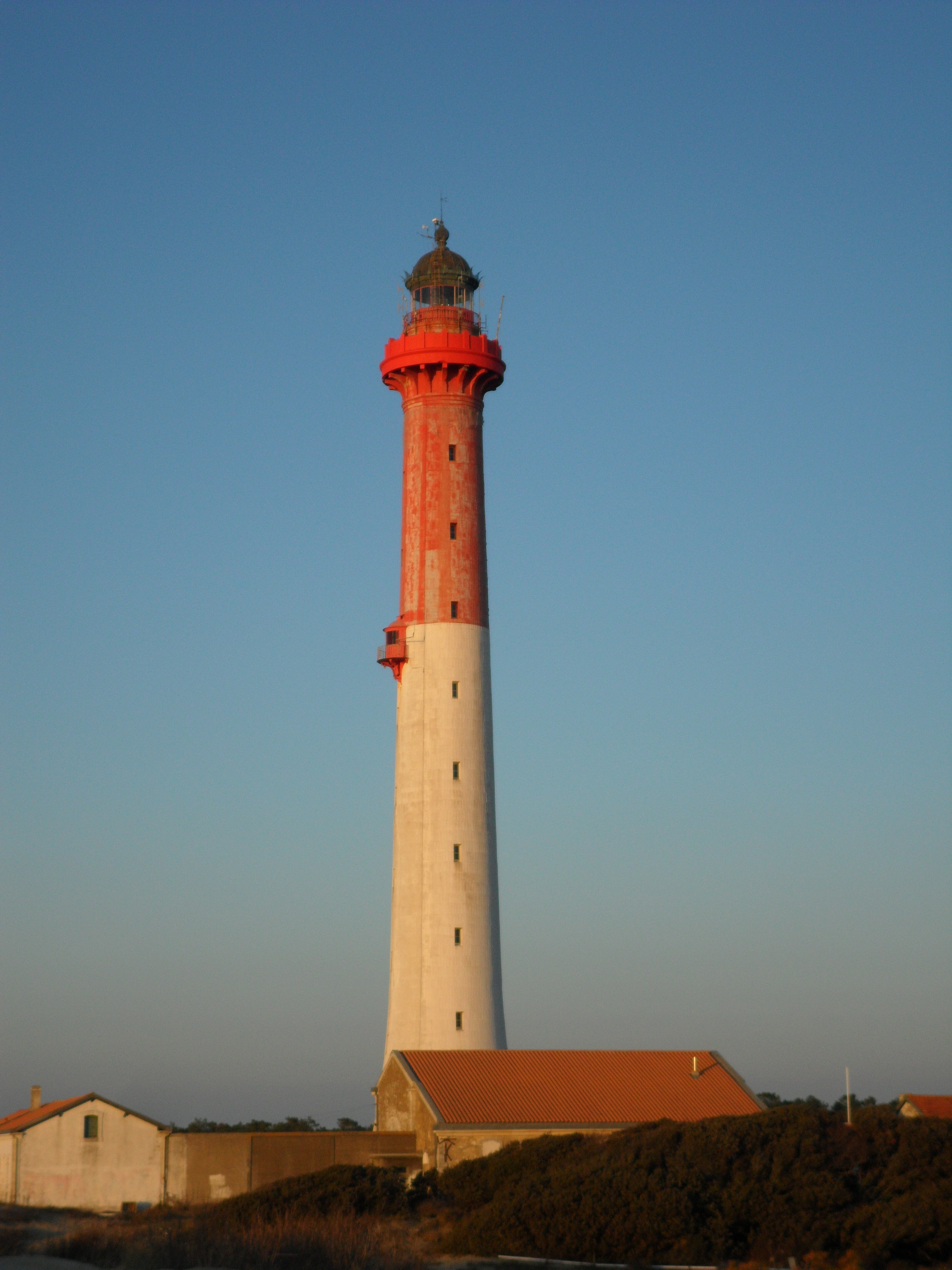
Phare de La Coubre

## Partnergemeinden
- Ngor, Senegal (seit 1997)
- Habay, Belgien (seit 2010)